# جوناثان كارل
جوناثان كارل (بالإنجليزية: Jonathan Karl)‏ هو صحفي وصحفي سياسي أمريكي، ولد في 19 يناير 1968.